# Projekt 667BDRM Delfin
Projekt 667BDRM Delfin eller Delta IV-klass är den sista ubåtstypen ur Delta-klassen. Utvecklingen av denna klass hade påbörjats under det sena 1970-talet och mellan åren 1985 och 1992 levererades sju stycken ubåtar till den sovjetiska/ryska flottan. Delta IV-klassen hade fått en ännu tystare framdrivning än sina föregångare. För att lyckats med detta så hade flera system såsom framdrivningen isolerats i de inre delarna av ubåten. Man hade även utvecklat en ny typ av propeller som med sina fem blad kraftigt minskade oljud under färd.
Delfin bär på 16 stycken ballistiska robotar och liksom på Kalmar-klassen är dessa bestyckade med flera kärnstridsspetsar. Man kan som tidigare avfyra alla robotar på samma gång men nu även under färd och i undervattensläge.
Idag tjänstgör sex Delfin-ubåtar i den ryska flottan. Dessa genomgår nu moderniseringar och kommer förmodligen hållas i tjänst långt in på 2010-talet för att efter hand ersättas av den nya Borej-klassen. I januari 2008 hade fyra av de sex Delfin-ubåtarna genomgått uppgraderingar och skrovförbättringar. De har också fått nya ballistiska robotar av typen R-29RMU2 Sineva.